# Відродження — Відергебурт
Київське товариство німців «Відродження — Відергебурт» (повна назва Культурно-просвітницьке товариство німців м. Київ «Відродження — Відергебурт») — організація, яка об'єднує українських німців м. Київ задля спілкування, збереження німецької мови і культури, просвітницької і культурної діяльності. Створена у 1989 році.

## Історія
У вересні 1989 року в Києві відбулася перша всеукраїнська конференція німців, на якій німці всієї України висловили бажання відроджувати свої традиції, значною мірою втрачені за роки радянської влади. Через кілька днів на зборах німців Києва було прийнято рішення про відродження німецької євангелічно-лютеранської громади та вжиття заходів з повернення церкви. Після повернення церкви було розпочато збір підписів для реєстрації громади та навесні 1990 року на чергових зборах «Відергебурт» було зібрано 42 підписи щодо заснування лютеранської громади в Києві [Архівовано 3 квітня 2019 у Wayback Machine.].
Таким чином, Товариство було створено у 1989 році з метою об'єднання творчої інтелігенції німецького народу по всій території України та спільної праці з розвитку німецької культури, відродження народних традицій, мистецької діяльності, освіти, науки та збереження рідної мови.
Основною метою діяльності Організації є захист громадянських, економічних, соціальних та інших законних інтересів своїх членів.
Частина членів Культурно-просвітницького товариства німців м. Київ «Відродження — Відергебурт» є також членами Кірхи Святої Катерини.
Культурно-просвітницьке товариство німців м. Київ «Відродження — Відергебурт» входить до [Рада німців України|Ради німців України], а також є частиною Всеукраїнського товариства німців «Відергебурт».

## Діяльність
Щорічно товариством святкується німецьке Різдво, 28 серпня трагічна дата — день депортованих 1941 р., День Пасхи та День матері.
Діти вчать рідну мову в спеціально створеній групі дитячого садка № 78 м. Київ, продовжують навчання в школі № 239 з поглибленим вивченням німецької мови.
За час своєї діяльності товариство провело безліч культурних, спортивно-аматорських, освітніх заходів. Крім того, постійно організовує виставки художників та митців художньо-прикладного мистецтва етнічних німців.
При товаристві «Відергебурт» в 1998 р. створено фольклорний ансамбль «Heimlichte Melodie» — «Рідні мелодії». З того часу колектив є постійним учасником усіх культурно-мистецьких заходів, свят, концертів, фестивалів, що проводяться Міністерством культури і туризму України, Головним управлінням культури і мистецтв, державним комітетом у справ національностей та релігій, це участь у концертах державного та міжнародного рівнів: День Києва, День Конституції, День Незалежності України, Дні німецької культури, свято національних традицій «Фольклорама», фестиваль «Всі ми діти твої, Україно», міські огляди народної творчості.
Організація плідно співпрацює з Посольством ФРН в Україні, Гете-Інститутом, Міністерством культури та туризму України, Державним комітетом України у справах національностей та міграції, Київською міською державною адміністрацією. Вона є організатором різноманітних міських, регіональних культурно-мистецьких заходів.

## Керівництво
Голова Товариства з 2000 року — Лідія Леонардівна Цельсдорф.